# Bactrocera

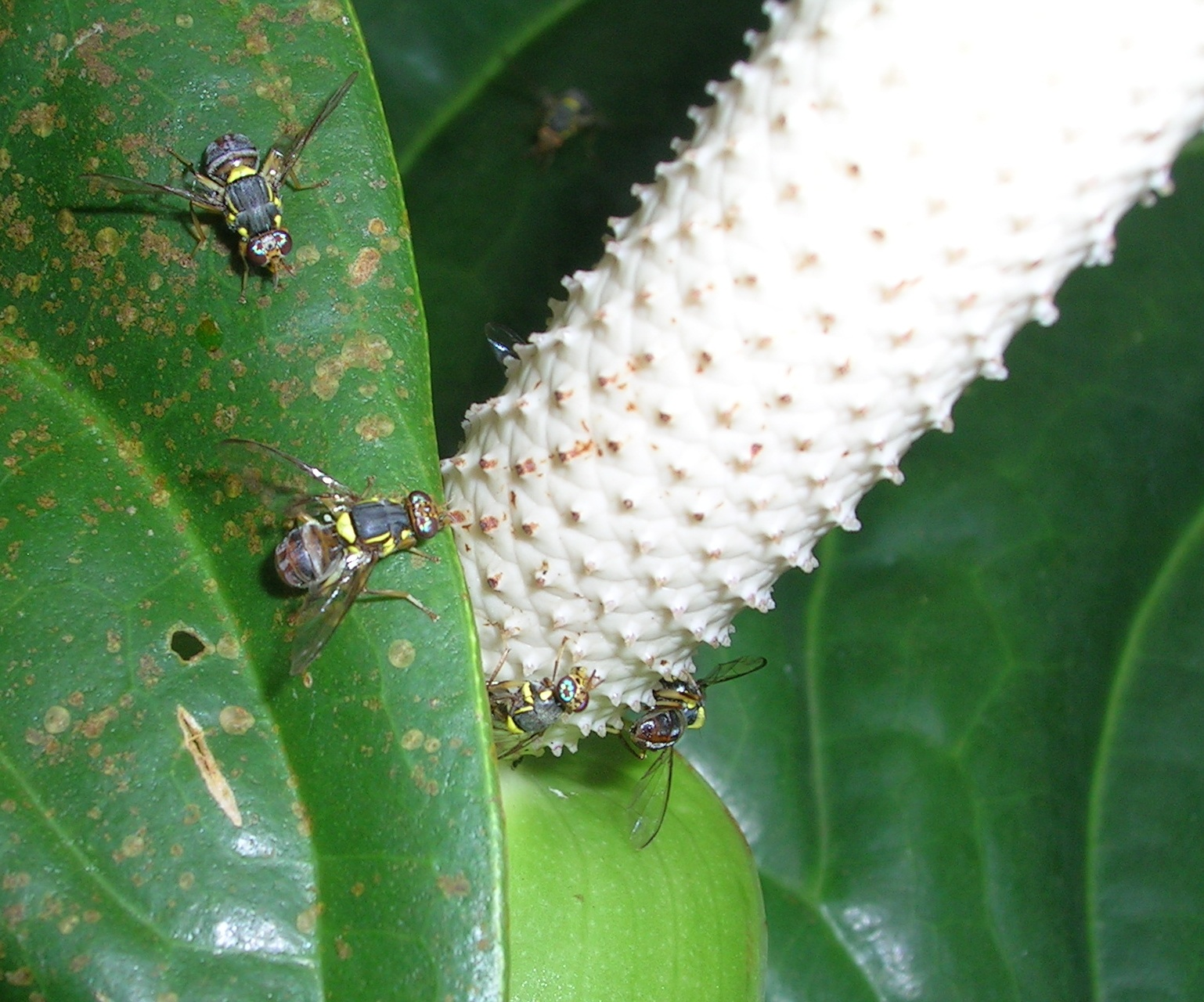
Bactrocera sp. sobre uma inflorescência de Anthurium (vejam-se os danos).

Bactrocera Macquart, 1835  é um género de insectos pertencente à família Tephritidae (moscas-da-fruta) que engloba mais de 500 espécie validamente descritas, incluindo algumas que são perigosas pragas em culturas como a bananeira e outras produções frutícolas das regiões tropicais e subtropicais. O nome deste género dereiva do grego clássico: bakter "vara" e kera "corno".

## Sistemática
Dada a diversidade de espécies que inclui, o género foi subdividido em varios subgéneros: